# Tratado de Windsor (1386)

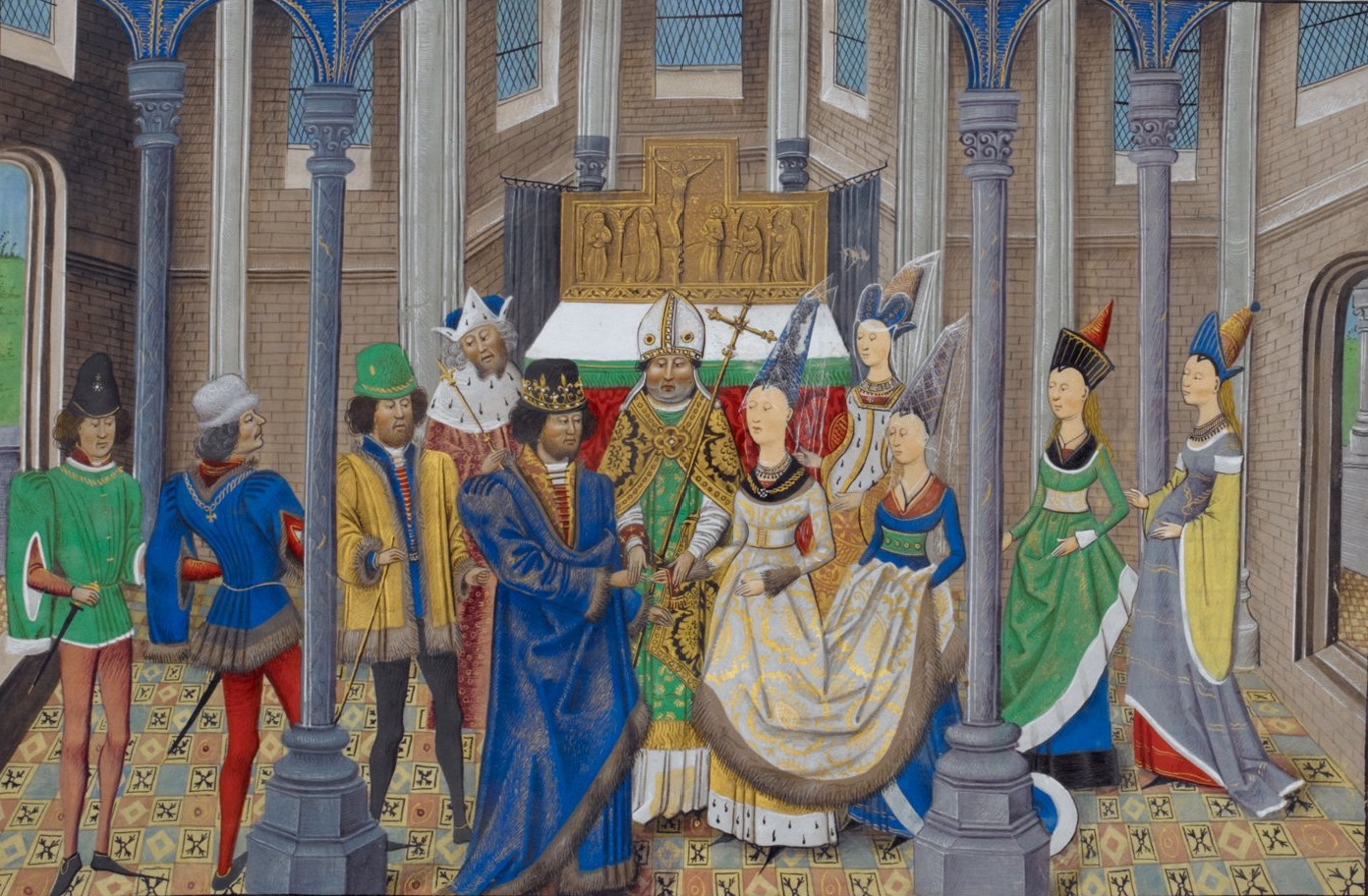
Matrimonio de Juan I de Portugal y Felipa de Lancaster, hija de Juan de Gante.

El Tratado de Windsor (Windsor, Berkshire) es una alianza diplomática entre Inglaterra y Portugal. Firmado el 9 de mayo de 1386, se renovó la alianza entre Inglaterra y Portugal mediante este tratado, así como con el matrimonio del rey Juan I de Portugal de la Casa de Avís, con Felipa de Lancaster, hija de Juan de Gante. Suponía el refrendo del tratado firmado 13 años antes, el Tratado anglo-portugués de 1373, el tratado activo más antiguo del mundo.
Con la victoria portuguesa en la batalla de Aljubarrota, Juan I fue reconocido como rey de Portugal, poniendo fin al interregno y anarquía del país entre 1383 y 1385. Castilla, que también aspiraba al trono portugués, no reconocería la independencia del reino de Portugal hasta 1411, con la firma del Tratado de Ayllón. El Tratado de Windsor, que continúa siendo válido en el presente, estableció un pacto de ayuda mutua entre Inglaterra y Portugal. Portugal invocó los principios del tratado en 1661 (Portugal no tuvo relaciones con Inglaterra, en guerra civil hasta 1651 y más tarde con el gobierno de Cromwell, hasta 1660, a pesar de que ha intentado un acercamiento diplomático y comercial en 1643 y 1654), en el restablecimiento de las relaciones diplomáticas y de alianza con Inglaterra (después de la restauración de Carlos II en 1660), cuando estaba en guerra con Felipe IV de España y sus sucesores debido a la restauración de su independencia hace dos décadas (desde diciembre de 1640).
Rompiendo esta alianza, el gobierno británico envió el Ultimátum británico de 1890, al gobierno portugués obligándolo a retirarse del territorio africano entre las colonias de Angola y Mozambique, conocido como la zona del Mapa rosado. Este hecho inspiró la letra del himno nacional portugués y fue considerado por los historiadores portugueses y políticos de la época la acción más escandalosa e infame del Reino Unido contra su más antiguo y leal aliado. Tuvo consecuencias nefastas para la monarquía y la Casa de Braganza, a la que se consideró cómplice de Gran Bretaña.
Asimismo, y siguiendo los principios del Tratado, Portugal luchó con los Aliados en la Primera Guerra Mundial. Miles de jóvenes portugueses murieron en los campos de Bélgica, especialmente en la batalla de Lys, en el que el CEP (Cuerpo Expedicionario Portugués) quedó deshecho. La intervención portuguesa no trajo los beneficios esperados y las compensaciones obtenidas en el Tratado de Versalles estuvieron muy por debajo de sus expectativas. 
Por ello, durante la Segunda Guerra Mundial, Portugal prefirió mantener la neutralidad junto a España. Si bien, el Reino Unido invocó de nuevo el Tratado para asegurarse de que Portugal no se aliaría con las potencias del Eje, y en 1943 el dictador portugués António de Oliveira Salazar, permitió a los británicos establecer una base aérea y naval en las islas portuguesas de las Azores. El primer ministro británico Winston Churchill informó a la Cámara de los Comunes.
Hubo otra ruptura del Tratado en 1961, cuando las provincias de la India portuguesa (Goa, Damán y Diu) fueron atacadas por el ejército de la Unión India de Jawaharlal Nehru. Portugal requirió la ayuda del Reino Unido, pero su petición fue desatendida.
El documento se encuentra conservado en el Archivo Nacional de la Torre do Tombo (los Archivos Nacionales de Portugal).